# Pueblo Nuevo-El Chivo
Pueblo Nuevo (El Chivo) es la capital del Municipio Francisco Javier Pulgar del estado Zulia en Venezuela y de la Parroquia Simón Rodríguez del mismo municipio. Se encuentra en el Sur del Lago de Maracaibo, cercano del Río Chama.

## Etimología
La población tiene dos nombres: el original, dado por sus fundadores wayuu, es El Chivo; y el segundo, Pueblo Nuevo, fue asignado por la Junta Comunal en 1965. Posteriormente, se adoptaron ambos nombres como un compromiso entre la tradición indígena y la organización administrativa.

## Historia
En 1937 comenzaron a llegar los primeros colonos de etnia Wayuu luego de la inundación de caseríos cercanos, entonces el sitio era llamado Caño de Agua, eventualmente los pobladores comenzaron a referirse a la población como El Chivo.
El Chivo era una población del Distrito Colón, en 1965 la Junta Comunal decide cambiarle el nombre al pueblo y rebautizarlo Pueblo Nuevo.
Posteriormente el 22 de enero de 1995 se crea el municipio Francisco Javier Pulgar como división del municipio Colón, estableciendo la población como su capital, dado el arraigo del nombre de El Chivo, se decidió adoptar el nombre de Pueblo Nuevo – El Chivo para la nueva capital.

## Clima
Se caracteriza por tener un clima húmedo y caluroso. La precipitación se incrementa de norte a sur de este a oeste en un promedio de 2000 mm. La causante de humedad en el municipio es la sobresaturación de agua.
| Parámetros climáticos promedio de Pueblo Nuevo-El Chivo | Parámetros climáticos promedio de Pueblo Nuevo-El Chivo | Parámetros climáticos promedio de Pueblo Nuevo-El Chivo | Parámetros climáticos promedio de Pueblo Nuevo-El Chivo | Parámetros climáticos promedio de Pueblo Nuevo-El Chivo | Parámetros climáticos promedio de Pueblo Nuevo-El Chivo | Parámetros climáticos promedio de Pueblo Nuevo-El Chivo | Parámetros climáticos promedio de Pueblo Nuevo-El Chivo | Parámetros climáticos promedio de Pueblo Nuevo-El Chivo | Parámetros climáticos promedio de Pueblo Nuevo-El Chivo | Parámetros climáticos promedio de Pueblo Nuevo-El Chivo | Parámetros climáticos promedio de Pueblo Nuevo-El Chivo | Parámetros climáticos promedio de Pueblo Nuevo-El Chivo | Parámetros climáticos promedio de Pueblo Nuevo-El Chivo |
| Mes                                                     | Ene.                                                    | Feb.                                                    | Mar.                                                    | Abr.                                                    | May.                                                    | Jun.                                                    | Jul.                                                    | Ago.                                                    | Sep.                                                    | Oct.                                                    | Nov.                                                    | Dic.                                                    | Anual                                                   |
| ------------------------------------------------------- | ------------------------------------------------------- | ------------------------------------------------------- | ------------------------------------------------------- | ------------------------------------------------------- | ------------------------------------------------------- | ------------------------------------------------------- | ------------------------------------------------------- | ------------------------------------------------------- | ------------------------------------------------------- | ------------------------------------------------------- | ------------------------------------------------------- | ------------------------------------------------------- | ------------------------------------------------------- |
| Temp. media (°C)                                        | 27.2                                                    | 27.6                                                    | 28.2                                                    | 28.3                                                    | 28.2                                                    | 28                                                      | 28.2                                                    | 28.3                                                    | 28.1                                                    | 27.8                                                    | 27.7                                                    | 27.4                                                    | 27.9                                                    |
| Precipitación total (mm)                                | 89.4                                                    | 67.1                                                    | 88                                                      | 192.7                                                   | 196                                                     | 145                                                     | 138.7                                                   | 135.8                                                   | 121.8                                                   | 188.6                                                   | 188.1                                                   | 141.9                                                   | 1693.1                                                  |
| Días de lluvias (≥ 0.1 mm)                              | 4.3                                                     | 3.5                                                     | 3.8                                                     | 9.3                                                     | 11.8                                                    | 10.3                                                    | 9                                                       | 10.2                                                    | 10.4                                                    | 13.1                                                    | 11.7                                                    | 6.7                                                     | 104.1                                                   |
| Horas de sol                                            | 181                                                     | 179                                                     | 185                                                     | 186                                                     | 199                                                     | 170                                                     | 167                                                     | 157                                                     | 159                                                     | 167                                                     | 170                                                     | 178                                                     | 2098                                                    |
| Humedad relativa (%)                                    | 74.3                                                    | 72.4                                                    | 73.3                                                    | 77.1                                                    | 79.7                                                    | 78.1                                                    | 75.4                                                    | 76.4                                                    | 78.8                                                    | 81.4                                                    | 81.7                                                    | 78.9                                                    | 77.3                                                    |
| Fuente: Weatherbase                                     |                                                         |                                                         |                                                         |                                                         |                                                         |                                                         |                                                         |                                                         |                                                         |                                                         |                                                         |                                                         |                                                         |

## Hidrografía
Pueblo Nuevo se encuentra a orillas del Río Chama el cual drena sobre el Lago de Maracaibo las aguas que bajan de los andes de Mérida.

## Vías de comunicación
La calle principal es la Avenida Bolívar, donde se encuentra la plaza y la iglesia. Las vías que llevan a 4 Esquinas, los Naranjos, Caja Seca y El Vigía están asfaltadas y en buen estado.

## Economía local
El cultivo y procesamiento del plátano es la principal actividad económica de Pueblo Nuevo.

## Sitios de Referencia
- Iglesia Santa Rosa de Lima
- Plaza Bolívar
- Puerto Santa Rosa. Sobre el río Chama, es la vía navegable al Lago de Maracaibo